# Neuropathie héréditaire avec hypersensibilité à la pression
La neuropathie héréditaire avec hypersensibilité à la pression (ou neuropathie tomaculaire du latin tomacula = saucisse) est une maladie génétique se manifestant par une atteinte d'un nerf très localisée comme le syndrome du canal carpien ou de paralysie du pied survenant de façon brutale pour des traumatismes minimes ou une compression prolongée par augmentation de la susceptibilité des nerfs concernés à être lésés. La neuropathie régresse le plus souvent totalement mais avec parfois des petites séquelles. Les premiers signes de la maladie apparaissent entre 20 et 30 ans.

## Sources
- Orphanet
- (en) Thomas D Bird, Hereditary Neuropathy with Liability to Pressure Palsies In GeneTests: Medical Genetics Information Resource (database online). Copyright, University of Washington, Seattle. 1993-2005